# Leptamphopus paripes
Leptamphopus paripes is een vlokreeftensoort uit de familie van de Calliopiidae. De wetenschappelijke naam van de soort is voor het eerst geldig gepubliceerd in 1931 door Stephensen.